# Lasówka wirginijska
Lasówka wirginijska (Leiothlypis virginiae) – gatunek małego ptaka z rodziny lasówek (Parulidae). Gniazduje endemicznie w USA, jednak zimuje w Meksyku. Nie jest zagrożony wyginięciem.

## Taksonomia
Po raz pierwszy gatunek opisał S. F. Baird w 1860. Nowemu gatunkowi nadał nazwę Helminthophaga virginiae. Holotyp pochodził z hrabstwa Taos w stanie Nowy Meksyk. Obecna nazwa akceptowana przez Międzynarodowy Komitet Ornitologiczny (2020) to Leiothlypis virginiae. Niektórzy autorzy umieszczają gatunek w rodzaju Vermivora, jednakże bardziej właściwym miejscem dla lasówki wirginijskiej jest rodzaj Leiothlypis. Wszystkie 6 gatunków z tego rodzaju tworzy klad, zaś lasówka wirginijska tworzy z rudogłową (L. ruficapilla) nadgatunek; według niektórych ujęć do owego nadgatunku należy również lasówka duża (L. crissalis). Lasówka wirginijska jest gatunkiem monotypowym.
Nazwa virginiae nie odnosi się do stanu Wirginia, a do Mary Virginii Anderson – żony Williama Wallace’a Andersona, chirurga w Armii Stanów Skonfederowanych. Odłowił on holotyp i przesłał do Bairda.

## Morfologia
Długość ciała wynosi blisko 12 cm, masa ciała 6–10,5 g. W upierzeniu nie występuje znaczny dymorfizm płciowy. Głowa szara, widoczna biała obrączka oczna. Czerwonawa plama na wierzchu głowy zwykle nie jest widoczna. Wierzch głowy i reszty ciała szary. Na kuprze znajduje się oliwkowożółta plama. Gardło i spód ciała od białego po jasnoszary. Zazwyczaj można dostrzec nieco płowego na bokach. Żółtawy obszar na piersi u samców ma bardziej intensywny odcień. Pokrywy podogonowe żółte. Nogi szarawe. Dziób smukły, ostro zakończony, czarniawy, a na żuchwie jaśniejszy. Młode osobniki wyróżniają się płowym odcieniem na gardle, piersi i po bokach, do tego nie mają żółtego na piersi.

## Zasięg występowania
Lasówka wirginijska jest gatunkiem wędrownym. Gniazduje w południowo-zachodnich Stanach Zjednoczonych, od 
południowego Idaho i Wyoming na południe przez Kalifornię, Nevadę, Utah, po Arizonę, Nowy Meksyk i południowo-wschodni Teksas. Migruje do zachodniego i południowego Meksyku (od północnego stanu Jalisco i Guanajuato, niekiedy Nayarit, na południe po południowy stan Oaxaca). Z obserwacji wynika, że może zimować również w Belize i Gwatemali.

## Ekologia i zachowanie
Środowiskiem życia gatunku są w większości lasy sosnowo-jałowcowe i zarośla nad brzegami rzek czy strumieni. Oprócz tego można w porze lęgów je napotkać w porośniętych dębami wąwozach, na zakrzewionych stokach i w zaroślach typu chaparral. W niektórych obszarach wolą zasiedlić zadrzewienia mahoniowców i dębów Quercus gambelii. Podczas zimowania zamieszkują suche zakrzewienia, a w trakcie wędrówek nadbrzeżne lasy. Lasówki wirginijskie są w obyczajach podobne do lasówek rudogłowych. Również mają zwyczaj potrząsania ogonem w górę i w dół, jednak przedstawiciele L. virginiae zdają się to czynić energiczniej. Do tego pieśń u obydwu gatunków jest podobna, jednak pieśń lasówek wirginijskich różni się niższą tonacją. Reprezentanci gatunku odzywają się ostrym, metalicznym, dzwoniącym dźwiękiem. Pieśń ma luźny charakter, pozbawiona jest niuansów, a ptak utrzymuje niemal jednolitą tonację; na końcu pieśń przyśpiesza. 

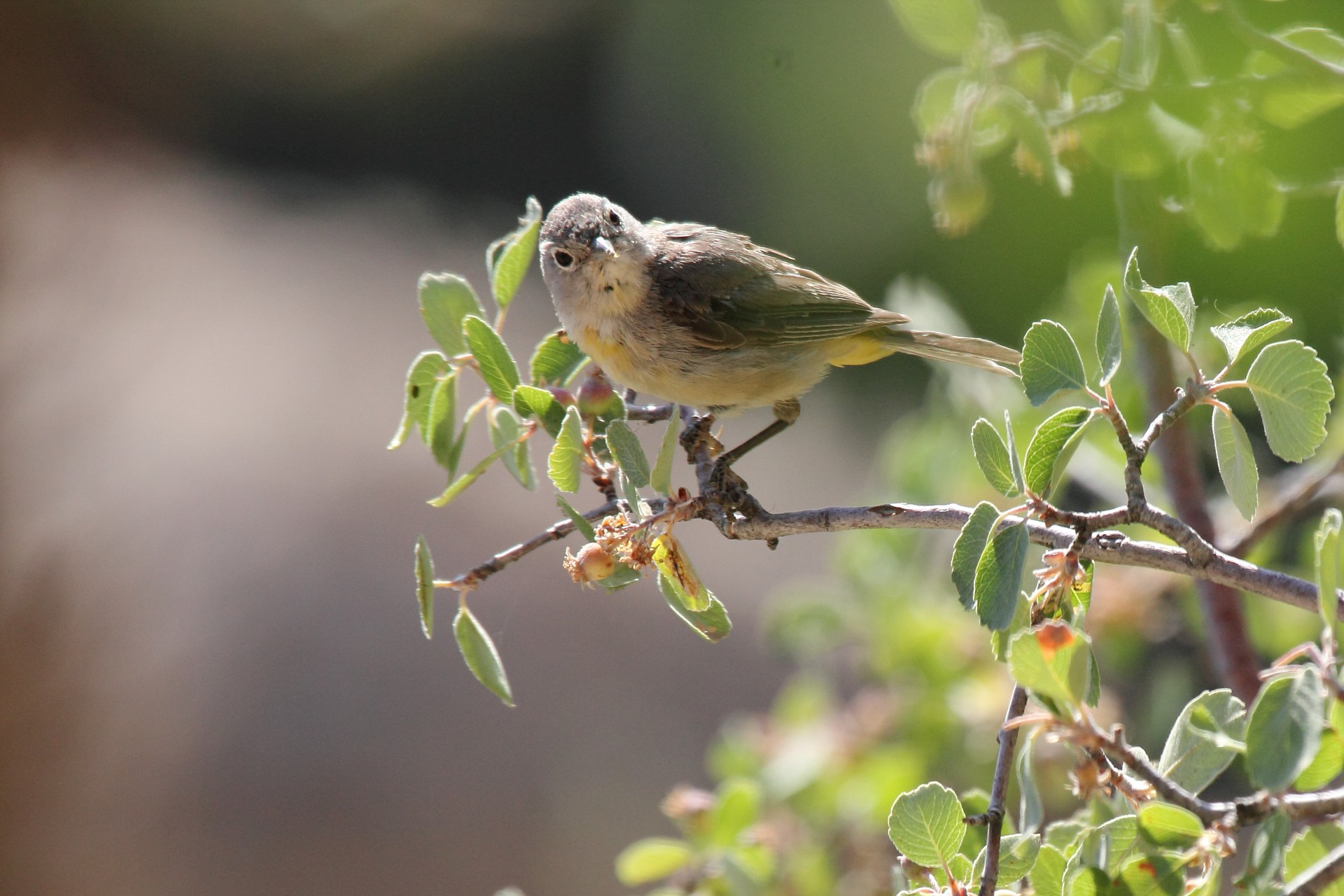

Pożywieniem lasówek wirginijskich są owady i ich larwy zbieranie z gałęzi i listowia, jednak potrafi również łapać owady w locie, zdarzają się obserwacje ptaków żerujących na ziemi. Nie ma dokładnych danych dotyczących preferowanego pożywienia.

### Lęgi
Ptaki przybywają na tereny lęgowe w kwietniu i wczesnym majem. Samce zaczynają wówczas śpiewać z wyeksponowanego miejsca – martwego konaru. Utworzone pary rozpoczynają lęgi na początku czerwca. Gniazdo znajduje się na ziemi, ukryte w ściółce, pod kępą traw lub liśćmi w zakrzewieniu. Prawdopodobnie buduje je samica. Ma ono formę niechlujnego kubeczka z trawy, kory, korzeni i mchu, zaś wyściółkę stanowi sierść i mchy. W zniesieniu 3–5 jaj, przeważnie 4. Inkubacja trwa 11–14 dni. Przypuszczalnie wysiaduje samica, losy młodych po wykluciu nie są dobrze znane, wiadomo, że ich karmieniem zajmują się oboje rodzice.

## W kulturze człowieka
W wydanej w 1922 roku książce The American oologists' exchange price list of North American birds' eggs znajduje się lista północnoamerykańskich gatunków ptaków, których jajami mogli wymieniać się pasjonaci. Cena za jajo lasówki wirginijskiej wynosiła wówczas 4$.

## Status
IUCN uznaje lasówkę wirginijską za gatunek najmniejszej troski (LC, Least Concern) nieprzerwanie od 1988 (stan w 2020). Organizacja Partners in Flight szacuje liczebność populacji na 950 tysięcy dorosłych osobników. BirdLife International podaje, że przez ostatnie 40 lat (w odniesieniu do 2007) populację dotykał niewielki spadek liczebności. Według Partners in Flight, spadek liczebności w latach 1970–2014 wyniósł 46%.